# Catherine Pugh
Pour les articles homonymes, voir Pugh.
Catherine Elizabeth Pugh, née Crump le 10 mars 1950 à Norristown (Pennsylvanie), est une femme politique américaine, membre du Parti démocrate. Elle est maire de Baltimore de 2016 à 2019.

## Biographie
Après plusieurs semaines d’accusations de malversations financières, elle démissionne de la mairie de Baltimore le 2 mai 2019.